# この空の花 長岡花火物語
『この空の花 -長岡花火物語』（このそらのはな ながおかはなびものがたり）は、2012年4月7日に公開された大林宣彦監督の日本映画作品。1945年の長岡空襲とその後の長岡花火への流れを描いたセミドキュメンタリー映画である。また大林自身初めて全編デジタル撮影により製作した長編劇映画である。
本作撮影直前に東日本大震災が起きた。それまでの大林映画も「戦争」が常に大きな要素として存在してはいたが、はっきりと戦争を中心的主題とする映画は、本作以降作られるようになった。本作と『野のなななのか』『花筐/HANAGATAMI』を合わせて「戦争三部作」と言われる。さらに遺作となる『海辺の映画館―キネマの玉手箱』まで、すべて戦争を正面からテーマとして扱った。当記事では、2週連続の特別番組である『この空の花2015 70年目の夏』（このそらのはな2015 70ねんめのなつ）についても記述する。

## ストーリー
新潟県長岡市を訪れた、女性新聞記者・遠藤玲子はさまざまな人と出会い不思議な体験をする。2004年の新潟県中越地震を乗り越え復興した長岡市は、2011年の東日本大震災のときはいち早く被災地を援助した。その地を取材するため、また、元恋人から届いた手紙に引き寄せられ、玲子は長岡市を訪れた。『まだ戦争には間に合う』という舞台を書いた女子学生・元木花を中心に、長岡空襲からはじまる長岡市の記憶が鮮やかに蘇る。

## キャスト
- 遠藤玲子 - 松雪泰子
- 片山健一 - 髙嶋政宏
- 元木花 - 猪股南[2]
- 井上和歌子 - 原田夏希
- 高橋良 - 森田直幸
- 松下吾郎 - 筧利夫
- 三島貴 - 池内万作
- 村岡秋義 - 笹野高史
- 羽生善治郎 - 油井昌由樹
- 山下清 - 石川浩司
- 花形十三朗 - 草刈正雄
- 野瀬鶴吉 - 犬塚弘
- 野瀬真 - 片岡鶴太郎
- 野瀬清治郎 - 柄本明（青年時代  - 内田周作）
- 野瀬ヤエ - 根岸季衣
- 野瀬富美子 - 星野知子
- 中畑二郎教頭 - ベンガル
- 中畑二郎の長女 - 鈴木聖奈
- 渥美正二郎先生 - 細山田隆人
- 里中伸子先生 - 勝野雅奈恵
- 畑山瑠衣 - 草刈麻有
- 弓削希美 - 山崎紘菜
- 曽根晋太郎 - 小林優斗
- 本村保成 - 並樹史朗
- 佐藤文彦 ‐ 高橋長英
- 新開純夫 - 品川徹
- 元木忠夫 - 厚木拓郎
- 森民夫 - 村田雄浩
- 高山忠彦 - 尾美としのり
- 遠藤薫 - 藤村志保（娘時代 - 蓮佛美沙子）
- 元木リリ子 - 富司純子（戦時中 - 寺島咲）

## スタッフ
- 監督・撮影台本 - 大林宣彦
- 製作 - 大林恭子（PSC）、渡辺千雅（「長岡映画」製作委員会）
- 脚本 - 長谷川孝治、大林宣彦
- 主題曲 - 久石譲
- 編曲指揮 - 山下康介
  - サックス演奏 - 坂田明
- 撮影 - 加藤雄大、三本木久城、星貴
- 美術監督 - 竹内公一
- 編集 - 大林宣彦、三本木久城
- 衣装 - 岩崎文男
- 制作担当プロデューサー - 山崎輝道
- 製作 - 「長岡映画」製作委員会
  - 製作参加 - NST、長岡映画を支援する会、ナミックス、皆既日食を元気で見る会、北越紀州製紙、軽井沢天空カフェ・アウラ

## 音楽
- 主題歌 - 「それは遠い夏」
作詞・作曲・歌：伊勢正三
- 挿入曲 - 「花火」
作曲・演奏：パスカルズ

## 製作

### 企画
大林は昔から花火は好きで、作品にも登場させているが、開催日を土日曜に定めた客寄せにイベント、花火大会は大嫌いだった。友人に長岡の花火に誘われたとき、「週末は用事があるから」と断ったら、「今年は水、木曜日。毎年8月1日に始めて、2日、3日とやるんです。雨の日でもやるんですよ。その日でないと意味が無いから」と言われた。それで初めて長岡の花火が、1945年8月1日の中心部市街地の八割が焼失した長岡空襲の追悼の花火だと知った。それで花火を夫婦で見に行き、一緒に見た森民夫市長から「空襲で両親を亡くしたり、背中の赤ん坊を失った人は、未だに長岡の花火を見ることが出来ません。じゃあ、なぜそんな怖い花火を上げるかというと、私たちは一番忘れたいことをしっかりと心にとどめておくように、次に生きる子どもたちに伝えないと、また同じ過ちを犯してしまう。だから毎年、同じ日、同じ時期に花火を上げるんです」と聞いた。この言葉に感銘を受けた大林は「これは映画にしなくてはいけない」と、それまで全く知らなかった長岡の歴史を調べた。この時「散開」という言葉を知った。「花火は下から打ち上げて、空で散開して祈りの花火になるが、同じ火薬を上から落とすと爆弾になってしまう。戦争による爆弾は敵を滅ぼし、経済を生むため、世界は花火より爆弾の方が多い。しかし、人間に爆弾をつくる力も花火をつくる力も同等にあるならば、爆弾ではなく、花火をつくる方向に向かおう」というのが本作のテーマという。

### キャスティング
弓削希美役で出演する山崎紘菜は本作が初めてセリフのある役。オーディションに合格して役を勝ち取ったが、出演シーンの撮影は数日で終わった。大林監督から「自分の出番以外も、現場にいることで分かることもあるよ」と言われ、そのまま1ヶ月長岡に滞在し、映画製作をずっと見た。当時から女優をメインにやっていきたい気持ちはあったが、「本当に1から大林監督に教わった気がする」などと話している。
石川浩司の山下清役キャスティングは、大林監督の娘・大林千茱萸が当時石川が在籍していたバンド「パスカルズ」のファンで、石川に直談判して出演してもらった。石川はたま解散後は、ランニングシャツは封印していたが、映画のために一肌脱いだ。2014年の『野のなななのか』で、野の楽師として「パスカルズ」が出演しているのもこの縁。石川は久しぶりに着たランニングシャツの着心地がよく、以降ランニングシャツを復活している。

## 影響
大林宣彦は尾道出身の広島県人ではあるが、尾道は広島原爆の爆心地からは遠く、実際に空襲に遭うこともなく、今一つ自分のところには戦争が降りてきていないような、このままでは戦争を題材とする映画は撮れないのではという、忸怩たる思いを持っていた。本作のシナハンで長岡戦災資料館に行き、悲惨な展示資料に見学後グッタリしていたとき、ある人が悪意もなくサラリと「勝つ戦争は面白かったんだよ」と言った。大林の心にこの言葉がゴツンと落ちたといわれる。以降、晩年を戦争をテーマに前景化させていく。

## テレビ放送
テレビ放送バージョンとして本編を前後編に分割の上1時間20分に再編集し、新規シーンとしてプロローグ・エピローグの追加とドキュメントパートを増補した『NST終戦70周年特別番組・この空の花2015 70年目の夏』のタイトルで2015年8月18日と8月25日の2週にわたり19:00 - 20:54にNSTにて新潟ローカルで放送された。